# Ben O’Dea
Ben O’Dea (* 6. Mai 1992 in Mount Maunganui) ist ein neuseeländischer Beachvolleyball- und ehemaliger Volleyballspieler. Er wurde zwei Mal neuseeländischer Meister im Sand und einmal in der Halle.

## Karriere

### Karriere Halle
Mit Tauranga wurde der Außenangreifer 2012 dritter der neuseeländischen Meisterschaft. Er wurde als bester Angreifer aller teilnehmenden Mannschaften ausgezeichnet. In der Saison 2014/15 wechselte er in die deutsche zweite Liga zur TG Rüsselsheim und stieg mit der Mannschaft als zweiter in die deutsche Volleyball-Beletage auf. Der Neuseeländer kehrte jedoch in sein Heimatland zurück und führte noch im gleichen Jahr Pines Nelson als wertvollster Spieler zum Meistertitel. Zusätzlich wurde er als Athlet mit dem stärksten Aufschlag ausgezeichnet. Durch eine Fünf-Satz-Niederlage gegen den Club seines Bruders im Play-off-Finale verpasste Ben O’Dea mit den Provolley Pines in der nächsten Saison knapp die zweite Landesmeisterschaft in Folge. Diesmal wurde er als bester Außenangreifer der Championships ausgewählt.

### Karriere Beach
Mit seinem älteren Bruder Sam sammelte der im Vorort Taurangas geborene Sportler 2010 erste Beachvolleyball Erfahrungen bei den Juniorenweltmeisterschaften. Es reichte jedoch für die beiden trotz des nach Spielen und Ballpunkten zweiten Poolplatzes und trotz des Sieges über die späteren Semifinalisten Bolgow / Bykanow aufgrund des schlechteren Ballpunktquotienten nur zum geteilten neunzehnten Rang. Die Silbermedaillengewinner Vitor Felipe und Álvaro Filho erwiesen sich für alle drei Gruppengegner als zu stark. Erfolgreich waren die Brüder 2011 als Gesamtsieger der Neuseeland Tour. Im Achtelfinale der Asienmeisterschaften war für sie Endstation. In der gleichen Saison und in der folgenden Spielzeit traten sie bei verschiedenen FIVB-Open und -Grand Slams an, konnten sich jedoch nie für den Hauptwettbewerb qualifizieren. Von 2013 bis 2016 trat der jüngere Bruder mit verschiedenen Partnern an. Mit Jason Lochhead erreichte er einen Bronzerang bei einem Challenger Event in Indonesien und die Vorschlussrunde bei den Asienmeisterschaften 2015. Mit Thomas Hartles stand er im Finale der AVC Songkhla Open ein Jahr zuvor.
Ab 2017 standen die O’Dea Brüder wieder auf der gleichen Seite des Spielfelds. Die Neuseeländer erreichten das Halbfinale der Ein-Stern-Veranstaltung in Aalsmeer und danach einen ihrer größten Erfolge mit dem Gewinn der Bronzemedaille bei den Commonwealth Games 2018 in Gold Coast. Sie waren damit das erste neuseeländische männliche Beachvolleyballteam, das bei der drittgrößten Multisportveranstaltung der Welt angetreten ist. 2019 erkämpften sie zum ersten Mal gemeinsam den Landesmeistertitel und einen weiteren Gesamtsieg der Beachserie im Pazifik-Staat. Zwei Jahre wurden die beiden zum zweiten Mal gemeinsam neuseeländische Meister.
2022 belegten Ben O’Dea und sein neuer Partner Thomas Reid den Bronzerang beim Future in Songkhla und standen im Halbfinale beim gleichwertigen Wettbewerb in Balıkesir. In der folgenden Saison war das Brüderpaar noch einmal gemeinsam an Neuseelands Sandstränden aktiv. Der Finaleinzug beim heimischen Mount Maunganui-Future war das beste Ergebnis. 2023 und am Anfang der folgenden Spielzeit erreichten Ben O’Dea und sein früherer Partner Tom Hartles einige Podestplätz bei nationalen Wettbewerben. Seit März 2024 bilden O’Dea und Bradley Fuller zum ersten Mal ein Beachduo. Beim Challenge in Saquarema besiegten sie in der Qualifikation die 2022 WM fünften Kusti Nõlvak / Mart Tiisaar und anschließend die amtierenden französischen Meister Olivier Barthélémy / Samuel Cattet, verloren jedoch im Hauptwettbewerb beide Spiele. Nachdem sie bei den folgenden gleichartigen Wettbewerben in Xiamen und Stare Jablonki in der Vorausscheidung gescheitert waren, lief das erste Quartal im Jahr 2025 für Ben O’Dea herausragend. Mit Niko Gleed gewann er die ersten beiden nationalen Turniere, ehe er mit Fuller eine weitere Veranstaltung der heimischen Beachserie und das Futures in Mount Maunganui auf der obersten Podeststufe beendete. Auch das zweite gleichartige Event in Coolangatta sicherte sich der Jüngste der O’Deas, diesmal mit John McManaway.

## Auszeichnungen
- 2012: Bester Angreifer der neuseeländischen Meisterschaften[3]
- 2015: Wertvollster Spieler und bester Aufschläger der neuseeländischen Meisterschaften[7]
- 2016: Bester Außenangreifer der neuseeländischen Meisterschaften[9]

## Privates
Großvater Bob O’Dea war ein All Black Rugby Union Spieler. Ben und sein ältester Bruder Edwin arbeiteten seit 2014 in der Solarindustrie. Ben erkannte, dass viele Solaranlagen in Neuseeland nach einigen Jahren nicht mehr die volle Leistung erbrachten und gründete deshalb die Eco Shine Solar, eine Firma, die sich mit Wartung und vor allem Reinigung der Anlagen beschäftigt. Nach zunächst nur zeitweiser Beschäftigung ist das Unternehmen inzwischen ein Full time job für alle  Brüder. 2024 haben die drei einen Reinigungsroboter für Paneelen aus der Schweiz importiert, den ersten seiner Art in Neuseeland.